# Comando Conjunto de Transporte
El Comando Conjunto de Transporte (COTRAC) es un comando conjunto bajo la dependencia del Estado Mayor Conjunto de las Fuerzas Armadas a través del Comando de Operaciones Conjuntas.

## Reseña
Fue creado por decreto 651/89 del 18 de mayo de 1989 del poder ejecutivo, como instancia de planificación del transporte conjunto para satisfacer los requerimientos del nivel estratégico militar.
En 1998 fue trasladado al Edificio Libertad de la Armada Argentina y en 2023 al Edificio Libertador del Ministerio de Defensa.